# Лукка (Німеччина)
Лукка (нім. Lucka) — місто в Німеччині, розташоване в землі Тюрингія. Входить до складу району Альтенбургер-Ланд.
Площа — 12,99 км2. Населення становить 3530 ос. (станом на 31 грудня 2021).